# Aleksej Krylov

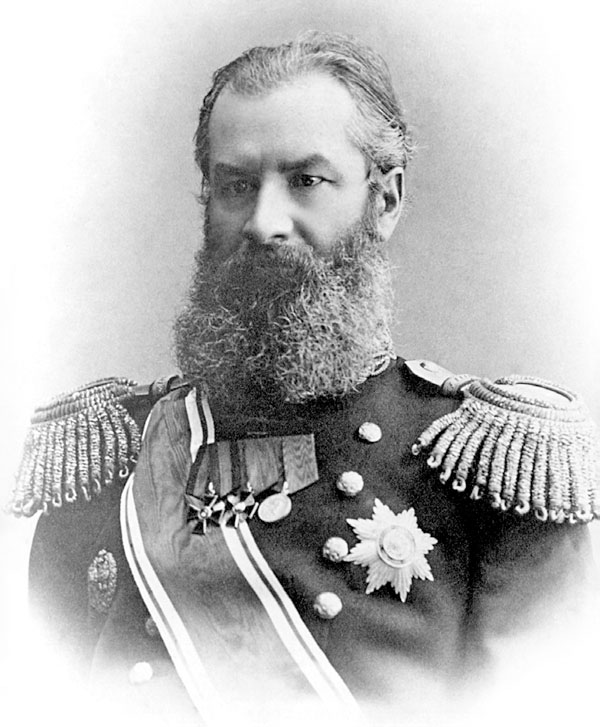
Aleksej Krylov

Aleksej Nikolajevitj Krylov (ryska: Алексе́й Никола́евич Крыло́в), född 1863, död 1945, var en rysk matematiker, mariningenjör och amiral. Han skrev många vetenskapliga artiklar. Krylov var medlem av Rysslands Vetenskapsakademi och Sovjetunionens Vetenskapsakademi.
Asteroiden 5247 Krylov är uppkallad efter honom.